# Long Armistice
L'armistice de Malte (appelé aussi Long Armistice) est un armistice qui fut signé au cours de la Seconde Guerre mondiale, le 29 septembre 1943, au large de l'ile de Malte.
Il fut signé à 11 h 30 à bord du cuirassé britannique Nelson par le général Eisenhower pour les Alliés et par le maréchal Badoglio pour l’Italie ; il comportait 44 articles. Le nom officiel en italien est « Condizioni aggiuntive di armistizio con l'Italia » alors qu’il s’appelle en anglais « Instrument of surrender of Italy ».

## Teneur
On y définissait les conditions de la reddition imposée au royaume d'Italie par les Alliés dans le cadre de la Seconde Guerre mondiale. Le texte précisait que les dispositions de la reddition sans condition étaient déjà contenues en substance dans l’« armistice de Cassibile » (appelé aussi « Armistice court »), signé le 3 septembre par le général Giuseppe Castellano.
À l'intérieur, on précisait les douze points contenus dans l’armistice court et d’autres s’y ajoutaient, parmi lesquels :
- Article 29. Benito Mussolini, ses principaux associés fascistes et toutes les personnes soupçonnées d'avoir commis des crimes de guerre ou des crimes analogues [...] seront immédiatement arrêtés et remis aux forces des Nations unies.

- Article 30. Toutes les organisations fascistes, y compris toutes les branches de la milice fasciste (Milizia Volontaria per la Sicurezza Nazionale), la police secrète (OVRA) et les organisations de la jeunesse fasciste seront, si cela n'a pas déjà été fait, dissoutes conformément aux dispositions du Commandant suprême des Forces alliées. Le gouvernement italien se conformera à toutes les directives ultérieures que les Nations unies pourront édicter pour l'abolition des institutions fascistes, le licenciement et l’emprisonnement du personnel fasciste, le contrôle des fonds fascistes, la suppression de l'idéologie et de l'enseignement fascistes.

- Article 31. Toutes les lois italiennes qui impliquent des discriminations de race, de couleur, de religion ou d'opinion politique seront, si cela n'a pas déjà été fait, abrogées, et les personnes détenues pour ces raisons seront, en vertu des ordres des Nations unies, mises en liberté et libérées de tous les empêchements légaux auxquels elles auraient pu être soumises.

- Article 33 (A). Le gouvernement italien exécutera les ordres que les Nations unies pourront lui donner quant à la restitution, la livraison, les services ou les paiements à titre d’indemnité (payments by reparation of war) et le paiement des frais d’occupation.

- Article 37. Il sera nommé une commission de contrôle qui représentera les Nations unies, chargée de régler et d'exécuter le présent acte conformément aux ordres et aux directives du Commandant suprême des forces alliées.

L’armistice constituait une capitulation sans conditions, qui incluait également l’obligation pour le gouvernement du Royaume du Sud de déclarer la guerre à l'Allemagne nazie.